# اوسکئولا (شهرستان اوسکئولا، میشیگان)
اوسکئولا (به انگلیسی: Osceola Township) یک منطقهٔ مسکونی در ایالات متحده آمریکا است که در شهرستان اوسکئولا، میشیگان واقع شده‌است.
 اوسکئولا ۸۹٫۳ کیلومتر مربع مساحت و ۱٬۱۱۸ نفر جمعیت دارد و ۳۴۸ متر بالاتر از سطح دریا واقع شده‌است.